# Guillaume de Chartres (dominicain)
Pour les articles homonymes, voir Guillaume de Chartres.
Guillaume de Chartres, né vers 1225 et mort entre 1270 et 1282, est un clerc de l'entourage du roi de France Louis IX, qui règne de 1226 à 1270.

## Biographie
On ne connait pas plus la date précise de sa naissance que celle de sa mort. Il est attesté comme proche du roi en 1248 et en 1270. En 1282, il n'apparait pas parmi les témoins du procès de canonisation de Louis IX, ce qui laisse supposer qu'il est mort avant cette date. Son nom laisser aussi supposer qu'il était originaire de Chartres, important siège épiscopal à l'ouest de Paris.
On sait qu'il est présent près du roi vers 1248. L'année suivante, il l'accompagne lors de la septième croisade (1248-1254)  avec le titre de chapelain et partage sa captivité à Damiette, dans l'Égypte des Ayyoubides et des Mamelouks (1250), puis la suite du séjour en Terre sainte, qui s'achève en avril 1254. Durant cette période, Guillaume est nommé chanoine de Saint-Quentin.
Après son retour (1254), il participe aux côtés de Robert de Sorbon à l'achat d'une maison rue Coupe-Gueule (aujourd'hui rue de la Sorbonne), opération qui fait partie de la fondation de l'établissement appelé ensuite collège de Sorbonne.
En 1264 ou 1265, il entre dans l'ordre des Prêcheurs ou ordre dominicain, mais n'abandonne pas pour autant ses charges à la cour.
Participant à la huitième croisade (1270), il assiste Louis IX dans ses derniers moments à Tunis (25 août), aux côtés de Geoffroi de Beaulieu, confesseur du roi. Quelques jours plus tard, lui, Geoffroi de Beaulieu et Jean de Mons sont chargés par le roi Philippe III de porter des courriers en France, notamment aux deux régents, Mathieu de Vendôme, abbé de Saint-Denis, et Simon de Nesle, pour les confirmer dans leur comme «  lieutenants du roi ».

## Biographe de Louis IX
Ce personnage discret est surtout connu des historiens pour avoir poursuivi la rédaction de la biographie royale entreprise par son confrère Geoffroy de Beaulieu, mort en 1274. Bien que son texte soit un panégyrique et une hagiographie qui se termine d'ailleurs par une énumération des miracles réalisés par le roi, il constitue un document de premier ordre pour la compréhension de sa vie intérieure[réf. nécessaire].